# Świeże mięso
Świeże mięso – mięso niepoddane żadnemu procesowi przetwarzania z wyjątkiem chłodzenia, mrożenia, szybkiego mrożenia, pakowania w atmosferze ochronnej lub próżniowo.

## Cechy świeżego mięsa
Mięso świeże nie zawiera w sobie dodatków substancji konserwujących naturalnych jak i sztucznych, wobec czego może ulec szybkiemu zepsuciu, dlatego bardzo ważna jest umiejętność oceny świeżości nieprzetworzonego mięsa. Na podstawie 12-letniego badania przeprowadzonego przez amerykańskie Centrum dla Nauki w Interesie Publicznym (ang. Center for Science in the Public Interest CSPI) mięsem dostępnym w obrocie handlowym, którym najłatwiej się zatruć jest mięso drobiowe. W ocenie świeżości mięsa wykorzystuje się metodę organoleptyczną.
| Badana cecha            | Mięso świeże                                                                                     | Mięso nieświeże                                                                                    | Mięso podejrzanej jakości                                                        |
| ----------------------- | ------------------------------------------------------------------------------------------------ | -------------------------------------------------------------------------------------------------- | -------------------------------------------------------------------------------- |
| Wygląd zewnętrzny       | skórka cienka i sucha                                                                            | skórka wysuszona lub wilgotna, lepka o odcieniu ciemnym, zielonkawym.                              | skórka twarda barwy żółtej, często wilgotna                                      |
| Wygląd przekroju        | powierzchnia lekko wilgotna, nielepka, barwa czerwona, sok mięsny przezroczysty                  | powierzchnia wilgotna i lepka                                                                      | powierzchnia wilgotna, sok mięsny mętny                                          |
| Konsystencja            | mięso jest jędrne, wgniecenie w mięsie powstałe w wyniku nacisku palca szybko wyrównuje się      | wgniecenie w mięsie powstałe w wyniku nacisku palca nie wyrównuje się                              | wgniecenie w mięsie powstałe w wyniku nacisku palca wyrównuje się powoli         |
| Zapach                  | przyjemny, charakterystyczny, lekko aromatyczny                                                  | kwaśny, stęchły lub gnilny                                                                         |                                                                                  |
| Barwa i wygląd tłuszczu | biały, zapach niezjełczały                                                                       | szary z brunatnym odcieniem, śluzowaty.                                                            | matowy, mazisty, lepki                                                           |
| Barwa i wygląd szpiku   | wnętrze kości szpikowej powinno być wypełnione twardym, błyszczącym tłuszczem, o świeżym zapachu | zawartość tłuszczu w kości szpikowej jest niewielka, konsystencja szpiku mazista, zapach zjełczały | szpik odstaje od ścianek kości, na przełomie jest matowy, zapach lekko zjełczały |